# Fortitudo Agrigento
La S.S.D. Fortitudo Agrigento è la principale società di pallacanestro maschile della città di Agrigento. Milita nel campionato di Serie B.
Fondata nel 1969, dalla fine degli anni ottanta ha disputato più volte la Serie B2; dall'avvento del presidente Salvatore Moncada, inoltre, ha disputato quattro stagioni nella terza serie nazionale (Serie A Dilettanti e DNA Silver). Nel 2013-14 ha ottenuto, per la prima volta nella sua storia, la promozione nella seconda divisione nazionale, ove rimane per sei stagioni. Dopo l'autoretrocessione durante la pandemia, disputa altre due stagioni in A2 nel 2022-2023 e nel 2023-2024.
Nel suo palmarès, figurano una Coppa Italia LNP e una finale promozione in Serie A persa contro Torino.

## Storia

### Prima della Fortitudo
Negli anni trenta, la pallacanestro ad Agrigento si allena in una palestra in via Imera. La prima squadra maschile è legata ai Fasci giovanili di combattimento e si iscrive al Torneo Palermo nel 1934, guidata da Attilio Massaro. Nello stesso anno, inizia l'attività anche il Gruppo universitario fascista locale. In città viene organizzato un campionato di Seconda Divisione nel 1935-1936. Nel 1937-1938 la squadra della Gioventù Italiana del Littorio si iscrive in Prima Divisione e nella stagione successiva si iscrive anche il Guf Agrigento, che vince il girone della Sicilia occidentale e viene eliminato dal Guf Catania nella seconda fase. Nel 1939-1940 il Guf partecipa ancora alla Prima Divisione ed è ammesso in Serie B, categoria che mantiene per una sola stagione perdendo tutte le partite. La Gil Agrigento partecipa poi alla Coppa Bruno Mussolini nel 1941-1942 e nel 1942-1943.
Dopo la guerra, le squadre agrigentine disputarono per vari anni la Serie C e D. Tra le società, si ricordano la Juventus e la Libertas. Nel 1968, una formazione locale venne promossa in C, ma dovette rinunciare per la mancanza di soldi e tutti i giocatori vennero liberati.

### I primi anni della Fortitudo
Nel 1969 fu fondata la Fortitudo, che una stagione dopo si iscrisse in Promozione. Nel 1971-1972 fu promossa in Serie D, nel 1982-1983 vinse il campionato e fu ammessa alla Serie C; per vari anni l'abbinamento fu con la Siel.
Nella stagione 1988-1989 ottiene la prima promozione in B2 della sua storia, classificandosi al 1º posto davanti a Porto Empedocle, Cefalu', Catania ed altre forti compagini. Allenata da uno dei più grandi allenatori in circolazione (Tony Valentinetti), il suo organico è composto dai play Grasso e Gualtieri, dalle guardie Naselli, Provenzani, Bazan, Falauto Perez e Penna, dalle ali Della Valle, Cogliati e Giannini, dai lunghi Mele, Cammarata e Russo.
La stagione seguente retrocede in C. Nel 1990 la dirigenza vuole risalire in B2 per cui richiama 3 artefici della promozione del 1988 (Naselli, Giannini e Gualtieri) ai quali aggiunge Vaccaro. Il nuovo coach è Gianni Montemurro. Il campionato, con vittorie con 120-130 punti realizzati, si conclude con la promozione in B2.

### L'arrivo in terza serie e in A2
A metà anni novanta, il presidente diventa l'imprenditore Salvatore Moncada.
A partire dalla stagione 2007-08 la Fortitudo Agrigento è riuscita ad ottenere due promozioni consecutive, partendo dalla Serie C Dilettanti fino ad arrivare in A Dilettanti. Nel 2007-08 ha sconfitto in finale play-off l'Igea Basket Barcellona (3-1), dopo aver chiuso la stagione regolare al quarto posto. Nella stagione 2008-09 di Serie B Dilettanti la neopromossa Fortitudo conclude la stagione regolare al sesto posto. Nei play-off riesce a sconfiggere in finale la Cestistica San Severo, riuscendo così a raggiungere la promozione in Serie A Dilettanti. Dopo una stagione deludente, la Fortitudo Agrigento retrocede in Serie B Dilettanti.
Ha vinto la Coppa Italia Divisione Nazionale B 2012 vincendo in finale su Ferrara ed è stata promossa anche in DNA dopo la finale contro la Viola Reggio Calabria. Nel 2013-2014 ha vinto il campionato di DNA Silver con quattro turni d'anticipo e, dopo la promozione in DNA Gold, ha partecipato ai play-off per la Serie A con la vincitrice del campionato superiore, Trento, uscendo al primo turno. 
Nella stagione 2014-2015 la Fortitudo Agrigento, sotto la guida di Franco Ciani partecipa alla Serie A2 (Serie A2 Gold), terminando all'ottavo posto la regular season e qualificandosi ai play off dove arriva in finale per la promozione in A1, perdendo a gara 5 contro Torino.
Nella stagione successiva disputa il girone Ovest della Serie A2 giungendo sesta al termine della regular season classificandosi per i play-off dove elimina Mantova al primo turno ma è battuta 3 a 0 dalla Fortitudo Bologna.
La stagione 2016-2017 vede Agrigento, guidata ancora da Franco Ciani sempre nel girone Ovest della Serie A2, terminare al quarto posto la regular season qualificandosi per i play off.

### La ripartenza dopo la pandemia
La società richiede la retrocessione durante la pandemia del 2020. Dopo due anni in Serie B, nella stagione sportiva 2021/2022, al termine della stagione regolare, vince i play off promozione e ritorna in Serie A2. Il 30 maggio 2024, a tre giornate dalla fine del girone salvezza, Agrigento retrocede nuovamente in Serie B.

## Cronistoria
| Cronistoria della Fortitudo Agrigento |
| --- |
| - 1969 · Fondazione della Fortitudo Agrigento con sede ad Agrigento. - 1969-1970 · Attività giovanile. - 1970-1971 · in Promozione - 1971-1972 · in Promozione, promossa in Serie D. - 1972-1973 · 4ª in Serie D. - 1973-1974 · 3ª in Serie D. - 1974-1975 · 4ª in Serie D. - 1975-1976 · 3ª in Serie D. - 1976-1977 · 4ª in Serie D. - 1977-1978 · 5ª in Serie D. - 1978-1979 · 6ª in Serie D. - 1979-1980 · 7ª in Serie D. - 1980-1981 · 1ª in Serie D, ammessa in poule C. - 1981-1982 · 5ª in Serie D. - 1982-1983 · 1ª in Serie D, promossa in serie C2. - 1983-1984 · 5ª in Serie C2. - 1984-1985 · 7ª in Serie C2. - 1985-1986 · 7ª in Serie C2, ammessa in Serie C. - 1986-1987 · 10ª in Serie C. - 1987-1988 · 4ª in Serie C. - 1988-1989 · 1ª in Serie C, promossa in Serie B2. - 1989-1990 · 16ª in Serie B2, retrocessa in Serie C. - 1990-1991 · 2ª in Serie C, promossa in Serie B2. - 1991-1992 · in Serie B2. - 1992-1993 · in Serie B2. - 1993-1994 · 6ª in Serie B2. - 1994-1995 · in Serie B2, partecipa alla Poule Salvezza 8, non si iscrive alla stagione successiva. - 1995-1996 · 4ª nel Girone B di Serie D Sicilia Occidentale. - 1996-1997 · 9ª nel girone Q di Serie C2. - 1997-1998 · 14ª nel girone Q di Serie C2. - 1998-1999 · 11ª nel girone Q di Serie C2. - 1999-2000 · 3ª nel girone A di Serie C2 Sicilia. - 2000-2001 · 13ª nel Girone H di Serie C1. - 2001-2002 · 8ª nel girone A di Serie C2 Sicilia. - 2002-2003 · 9ª nel Girone A di Serie C2 Sicilia. - 2003-2004 · 3ª nel Girone A di Serie C2 Sicilia. - 2004-2005 · 1ª nel Girone A di Serie C2 Sicilia. - 2005-2006 · 4ª nel Girone H di Serie C1. - 2006-2007 · 6ª nel Girone H di Serie C1. - 2007-2008 · 4ª in Serie C Dilettanti, promossa in Serie B Dilettanti. - 2008-2009 · 6ª in Serie B Dilettanti, promossa in Serie A Dilettanti. - 2009-2010 · 12ª nel girone B di Serie A Dilettanti. - 2010-2011 · 15ª nel girone B di Serie A Dilettanti, retrocessa in Divisione Nazionale B. - 2011-2012 · 1ª in Divisione Nazionale B, vince i play-off promozione, promossa in Divisione Nazionale A. Vince la Coppa Italia LNP di Divisione Nazionale B (1º titolo). - 2012-2013 · 3ª in Divisione Nazionale A, semifinali dei play-off promozione. Semifinali di Coppa Italia LNP. - 2013-2014 · 1ª in Divisione Nazionale A Silver, promossa in Serie A2. Quarti di finale di Coppa Italia LNP. - 2014-2015 · 8ª nel girone Gold di Serie A2, finale dei play-off promozione. - 2015-2016 · 6ª nel girone Ovest di Serie A2, secondo turno dei play-off promozione. Quarti di finale di Coppa Italia LNP. - 2016-2017 · 4ª nel girone Ovest di Serie A2, primo turno dei play-off promozione. Quarti di finale di Coppa Italia LNP. - 2017-2018 · 7ª nel girone Ovest di Serie A2, primo turno dei play-off promozione. - 2018-2019 · 10ª nel girone Ovest di Serie A2. - 2019-2020 · 2ª nel girone Ovest di Serie A2, autoretrocessa in Serie B. - 2020-2021 · 1ª nel girone Girone B1 e 2ª nel girone di 2ª Fase di Serie B. Finalista di playoff promozione. Semifinalista in Coppa Italia LNP Serie B - 2021-2022 · 1ª nel girone Girone D di Serie B. Ai playoff promozione. Vince in finale con la Real Sebastiani Rieti in gara 5 (63 a 60). promossa in Serie A2. Semifinalista in Coppa Italia LNP Serie B - 2022-2023 · 7ª nel girone Verde e 1ª nel girone Bianco di Serie A2, quarti di finale play-off promozione. - 2023-2024 · 10ª nel girone Verde di Serie A2, 4ª nel girone salvezza, retrocessa in Serie B. - 2024-2025 · 7ª nel Girone A di Serie B Nazionale, secondo turno play-in. - 2025-2026 · in Serie B Nazionale. |

## Palmarès
- Coppa Italia LNP di Divisione Nazionale B:  1 (2011-12)
- 1 Serie D (1982-1983)
- 2 Serie C (1988-1989)(1990-1991)
- 1 Serie C Dilettanti (2007-2008)
- 1 Serie B Dilettanti (2008-2009)
- 1 Divisione Nazionale B (2011-2012)
- 1 Divisione Nazionale A Silver (2013-2014)
- 1 Serie B (2021-2022)